# Concerto per l'Emilia
Il Concerto per l'Emilia è stato un concerto di iniziativa benefica, voluto e organizzato dal gruppo dei Nomadi, che si è svolto il 25 giugno 2012 allo Stadio Renato Dall'Ara di Bologna, e che ha visto la partecipazione sul palco di 17 artisti italiani.
Lo scopo dell'iniziativa è stato quello di raccogliere fondi per aiutare le popolazioni colpite dal terremoto dell'Emilia, avvenuto tra maggio e giugno 2012; in particolare l'incasso netto del concerto (pari ad € 1.189.896,18) è stato devoluto all'Azienda Sanitaria Locale di Modena per la ricostruzione degli ospedali Bernardino Ramazzini di Carpi e Santa Maria Bianca di Mirandola.

## L'organizzazione
Il concerto è nato su proposta del consigliere regionale Marco Barbieri, dell'assessore regionale alla cultura Massimo Mezzetti e di Beppe Carletti dei Nomadi, che ha chiamato a raccolta gli artisti e ha avuto promotori i cantanti Zucchero Fornaciari, Laura Pausini e Francesco Guccini.
L'organizzazione dell'evento è affidata ad Assomusica, l'associazione degli organizzatori e dei produttori di spettacoli di musica dal vivo che metterà a disposizione gratuitamente la loro opera, il coordinamento alla regione Emilia-Romagna e l'ambito logistico al Comune di Bologna. Ogni artista partecipa a titolo gratuito senza percepire nessuna forma di compenso né rimborso, ed anche TicketOne rinuncia al proprio corrispettivo per l'attività di prevendita su tutti i propri canali di vendita: Internet, Call Center e Punti vendita.

## Il concerto
Il concerto, presentato da Fabrizio Frizzi, è stato trasmesso in diretta su Rai 1 in prima serata dalle ore 21.20, per oltre tre ore di spettacolo senza nessuna interruzione pubblicitaria. Ogni artista ha eseguito due o tre brani del proprio repertorio, alcuni di loro in versione acustica (solo piano/voce come Cesare Cremonini e Laura Pausini o chitarra/voce come Luciano Ligabue). Questo concerto ha rappresentato l'ultima esibizione live di Francesco Guccini.
La ditta Puro e la Banca popolare dell'Emilia-Romagna sono stati main sponsor garantendo i costi di produzione grazie alla donazione di € 100.000 a testa.
Sono stati venduti 36.572 biglietti al prezzo di € 30, per un incasso totale di € 1.097.160.

## Artisti aderenti
Di seguito sono elencati, in ordine alfabetico, i nomi degli artisti aderenti all'evento.
- Andrea Griminelli
- Andrea Mingardi
- Caterina Caselli
- Cesare Cremonini
- Francesco Guccini
- Gianni Morandi
- Laura Pausini
- Luca Carboni
- Luciano Ligabue

- Raffaella Carrà
- Modena City Ramblers con Cisco
- Nomadi
- Nek
- Paolo Belli
- Samuele Bersani
- Stadio
- Zucchero Fornaciari

## Artisti assenti
Vasco Rossi ha rifiutato la partecipazione dichiarando che non è favorevole a questo tipo di beneficenza, definendola un'iniziativa poco costosa e poco faticosa e preferendo donare senza troppo spettacolo e pubblicità.

## Scaletta esibizioni
- Zucchero - Il suono della domenica, Per colpa di chi
- Francesco Guccini - Il vecchio e il bambino
- Francesco Guccini & Caterina Caselli - Per fare un uomo
- Caterina Caselli - Insieme a te non ci sto più
- Luciano Ligabue Il giorno di dolore che uno ha, Il meglio deve ancora venire
- Raffaella Carrà - Rumore
- Rick Astley - Never Gonna Give You Up/Hold Me in Your Arms
- Nomadi - Io voglio vivere, Io vagabondo
- Alessandro Bergonzoni - Lettera alla terra
- Stadio - Sorprendimi
- Stadio & Gianni Morandi - Chiedi chi erano i Beatles, Piazza grande
- Nek - Lascia che io sia, E da qui
- Alberto Tomba & Giuliano Razzoli
- Samuele Bersani - Giudizi universali, Chicco e Spillo
- Vasco Errani e Beppe Carletti
- Paolo Belli - Un giorno migliore,  Noi cantiamo ancora
- Fabrizio Frizzi - legge un editoriale di Michele Serra
- Luca Carboni - Silvia lo sai, Mi ami davvero, Mare mare (Bologna-Riccione)
- Cesare Cremonini - Mondo
- Cesare Cremonini & Laura Pausini - L'anno che verrà
- Andrea Mingardi - Con un amico vicino, With a Little Help from My Friends, È la musica
- Andrea Griminelli, Matt Herskowitz & Beppe Carletti - Ave Maria di Bach-Gounod e Ave Maria di Schubert
- Modena City Ramblers & Cisco - Viva la vida!, I cento passi
- Nomadi - Dio è morto

## Ascolti
Il concerto in onda su Rai 1 ha ottenuto 5.713.000 telespettatori con uno share del 27,38%.